# 아르센 파자예프
아르센 술레이마노비치 파자예프(러시아어: Арсе́н Сулейма́нович Фадзаев, 우즈베크어: Arsen Suleymanovich Fadzayev, 1962년 9월 5일~)는 소련과 우즈베키스탄, 러시아의 레슬링 선수, 지도자, 정치인이다. 1998년과 1992년 하계 올림픽 남자 레슬링 자유형 금메달을 획득했으며, 세계 선수권 대회에서 6회(1983, 1985, 1986, 1987, 1990, 1991) 우승, 1회 준우승(1989), 유럽 선수권 대회 4회(1984, 1985, 1987, 1988) 우승을 달성했다. 
은퇴 후에는 정계에 입문하여 4차와 5차 러시아 국가두마 의원을 지냈고 레슬링 지도자로 활약하여 러시아 대표팀의 감독으로 활동했다.